# Haemagogus leucotaeniatus
Haemagogus leucotaeniatus är en tvåvingeart som först beskrevs av William H.W. Komp 1938.  Haemagogus leucotaeniatus ingår i släktet Haemagogus och familjen stickmyggor. Inga underarter finns listade i Catalogue of Life.